# San Cosmo Albanese
San Cosmo Albanese (Strigàri in arbëreshë, San Cuòsimu in calabrese) è un comune italiano di 547 abitanti della provincia di Cosenza, in Calabria.
Posto ad un'altitudine di 400 metri s.l.m. e attraversato da vari corsi d'acqua, si trova nel versante settentrionale della Sila Greca, non lontano da San Demetrio Corone, in un suggestivo scenario di ulivi e dal tipico paesaggio collinare. Piccola comunità arbëreshë della Calabria, fa parte dell'Eparchia di Lungro, e mantiene la cultura, la lingua, i costumi e il rito bizantino, preziose peculiarità ereditate dai propri antenati. In albanese è chiamata Strighari, derivante dal nome di un condottiero della città di Stura in Albania.

## Geografia fisica
Proseguendo dalla zona di Sibari fino a Cantinella attraverso un paesaggio collinare per 20 km, si raggiungono i tre borghi albanesi di San Giorgio Albanese, Vaccarizzo Albanese e San Cosmo Albanese. Queste comunità si distinguono, non solo per la caratteristica disposizione geografica, tra mare e monti, ma soprattutto perché appartengono ad una realtà etnica e linguistica particolarmente antica: le comunità albanesi di Calabria.

## Storia
Nel territorio dell'attuale comune di S. Cosmo preesisteva alla venuta degli albanesi un minuscolo agglomerato rurale (Santo Cosma) prima dipendente dal monastero greco-basiliano dei SS. Cosma e Damiano (ubicato nel sito dell'attuale Santuario) e poi aggregato con esso nel XII secolo al monastero di S. Adriano.
La prima menzione del monastero basiliano dei SS. Cosma e Damiano (secondo il Rodotà si sarebbe trattato, almeno per un certo periodo, di un monastero femminile) si ha in una bolla di papa Urbano II che nel 1088 lo pone, con il monastero di S. Adriano, sotto la giurisdizione di Pietro III, abate benedettino di Cava dei Tirreni: ...Tibi igitur tuisque successoribus confirmamus in Calabria, in territorio Sancti Mauri, Monasterium Sancti Hadriani cum cellis suis; Monasterium Sanctorum Cosmae et Damiani….Vent'anni dopo esso dipendeva dalla badia di S. Adriano.
Profughi pervenuti nella Sibaritide nel 1470 diedero origine alle comunità albanesi di S. Demetrio, Macchia dell'Orto e S. Cosmo. Il 3 novembre 1471 fu redatto l'atto notarile delle capitolazioni tra l'Abate di S. Adriano e gli albanesi delle tre comunità, le cui vicende per secoli scorreranno parallele. Un'antica tradizione, convalidata anche dalle fonti documentarie, sostiene che per alcuni decenni gli abitanti di S. Cosmo abbiano convissuto con quelli di Vaccarizzo per poi emigrare nei pressi del Santuario. Si tratta evidentemente di un gruppo di albanesi che si aggiunse agli altri ivi già insediatisi, a cui si fa riferimento nelle capitolazione del 1471. Simili trasferimenti erano frequenti perché gli albanesi, in caso di soprusi o di altri gravi problemi, non esitavano a dar fuoco alle misere capanne in cui inizialmente vivevano. Un controesodo (sempre parziale) da S. Cosmo a Vaccarizzo si sarebbe verificato agli inizi del 600 per contrasti con l'abate commendatario Indaco Siscar.
Nella numerazione dei fuochi del 1543 San Cosmo Albanese risulta composta da 53 fuochi e 186 abitanti (superiore a San Demetrio Corone, 51 fuochi e 168 abitanti; mentre Vaccarizzo Albanese contava ben 93 fuochi e 305 abitanti). I cognomi registrati a San Cosmo Albanese erano: Belluscia, Brescia, Buscia, Cartaro, Dramisi, Macrì, Minisci, Mosacchio, Pillora, Strigali, Tocci. Il papàs di allora si chiama Lazzaro Staura.
Il casale dal 1597 passò successivamente ai Castriota e, infine, ai Campagna. Grazie al duro lavoro di generazioni le terre un tempo incolte e quasi disabitate della Badia furono trasformate. Le colture, l'allevamento del bestiame e la regolazione dei corsi d'acqua mutarono radicalmente il paesaggio.
L'Abate di S. Adriano deteneva la giurisdizione civile e mista e riceveva numerosi tributi. Al barone laico era riservata la giurisdizione criminale e l'esazione di tributi supplementari. I primi baroni laici furono i Sanseverino, principi di Bisignano e baroni d'Acri. Ad essi seguirono Bernardino Milizia (1597), la famiglia Castriota (1638), di nuovo i Sanseverino (1732) e, infine, i Campagna di Tarsia (dal 1746 al 1806). Frequenti le contese tra abati e baroni. A farne le spese erano gli albanesi, sottoposti di fatto a un doppio giogo e costretti a reagire talora con la violenza, specialmente dopo che, agli inizi del sec. XVII, le pretese dei feudatari divennero sempre più esose.
La classe privilegiata era quella del clero (quasi sempre uxorato). Nel corso dei secoli si formò una piccola borghesia rurale (i bonatenenti) proprietaria di terreni, mulini, fornaci, frantoi, e conseguentemente datrice di lavoro alla classe dei braccianti. Non mancavano i coloni e gli artigiani, questi ultimi non di rado calabresi immigrati da Acri o dai casali cosentini.
Dal catasto onciario del 1754 risultano una decina di nobili (bulerë), tra cui tre sacerdoti, quarantatré massari, tredici pastori, nove artigiani, un chierico, un cieco, un soldato di campagna. Le case erano spesso costituite da una sola stanza. Infatti nella parlata locale shpi indica tanto la casa che la stanza.
Questi, all'epoca, i luoghi pii del paese: il Pio Monte dei SS. Cosma e Damiano e cinque Cappelle (dei santi domenicani Vincenzo Ferreri e Rosa da Lima, del Purgatorio, del S. Rosario, di S. Antonio, di S. Pietro).
Le colture più diffuse erano quelle dell'ulivo, della vite e del gelso.
Con la legge del 19 gennaio 1807 San Cosmo Albanese diventa Università e con il regio decreto del 4 maggio 1811 comune.
Le idee progressiste trovarono un attivo sostenitore in Alessandro Mauro, ricchissimo proprietario terriero, che non esitò a guidare i contadini all'occupazione delle terre comunali, preludendo al moto del 1950. Con lui prese parte alla rivoluzione del 1848 un gruppo di più di 30 sancosmitani. Altri volontari seguirono Garibaldi nell'impresa dei Mille.  Nel Plebiscito del 21 ottobre 1860 su un totale di 148 votanti si contarono 144 sì e nessun voto contrario. Primo sindaco di nomina governativa (1861) fu Vinacci senior.
Le vicende successive scorrono analoghe a quelle di tanti paesini del Sud, svuotati dall'emigrazione e costretti a una strenua lotta quotidiana per la sopravvivenza.

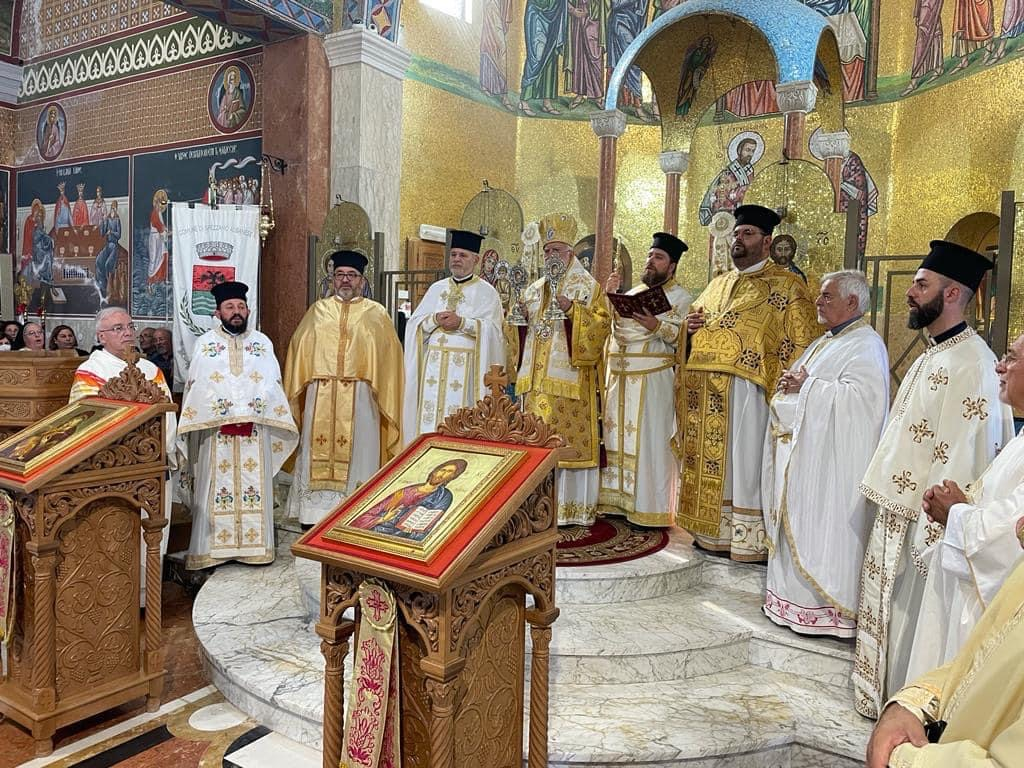
Clero Chiesa Italo-Albanese, festa dei Santi Cosma e Damiano

## Monumenti e luoghi d'interesse

### Architetture religiose
- Il santuario dei Santi Cosma e Damiano in Via Santuario, di epoca barocca, eretta sugli avanzi di un antico monastero, rappresenta uno dei gioielli artistici delle comunità arbëreshë. Nella chiesa si può ammirare una serie di interessanti affreschi bizantini del pittore cretese Niko Gianakakis e mosaici della bottega d'arte Mellini di Firenze che simboleggiano gli aspetti più significativi dell'intervento divino nel mondo e della liturgia greco-bizantino.
La festa patronale inizia il 18 settembre con l'esposizione dei Santi Cosma e Damiano e si conclude il 27 settembre con la divina liturgia presieduta dal Vescovo dell'Eparchia di Lungro. A novembre si ripete la festa secondo il calendario bizantino e si celebra la seconda domenica di Novembre. Il santuario è visitabile tutti i giorni dalle ore 8 alle ore 19 e ogni domenica alle 10:30 viene celebrata la divina liturgia.
- La chiesa matrice dei SS. Pietro e Paolo è ubicato nel centro storico in Via Papa Giovanni XXIII. La sua origine sale al XV secolo e fu aperto al culto come chiesa parrocchiale per i fedeli di rito greco-bizantino nel 1600.

### Architetture civili
- Casa natale di Giuseppe Serembe in Via Giuseppe Serembe
- La statua di Giorgio Castriota Scanderbeg in Via Skanderbeg
- Monumento ai Caduti

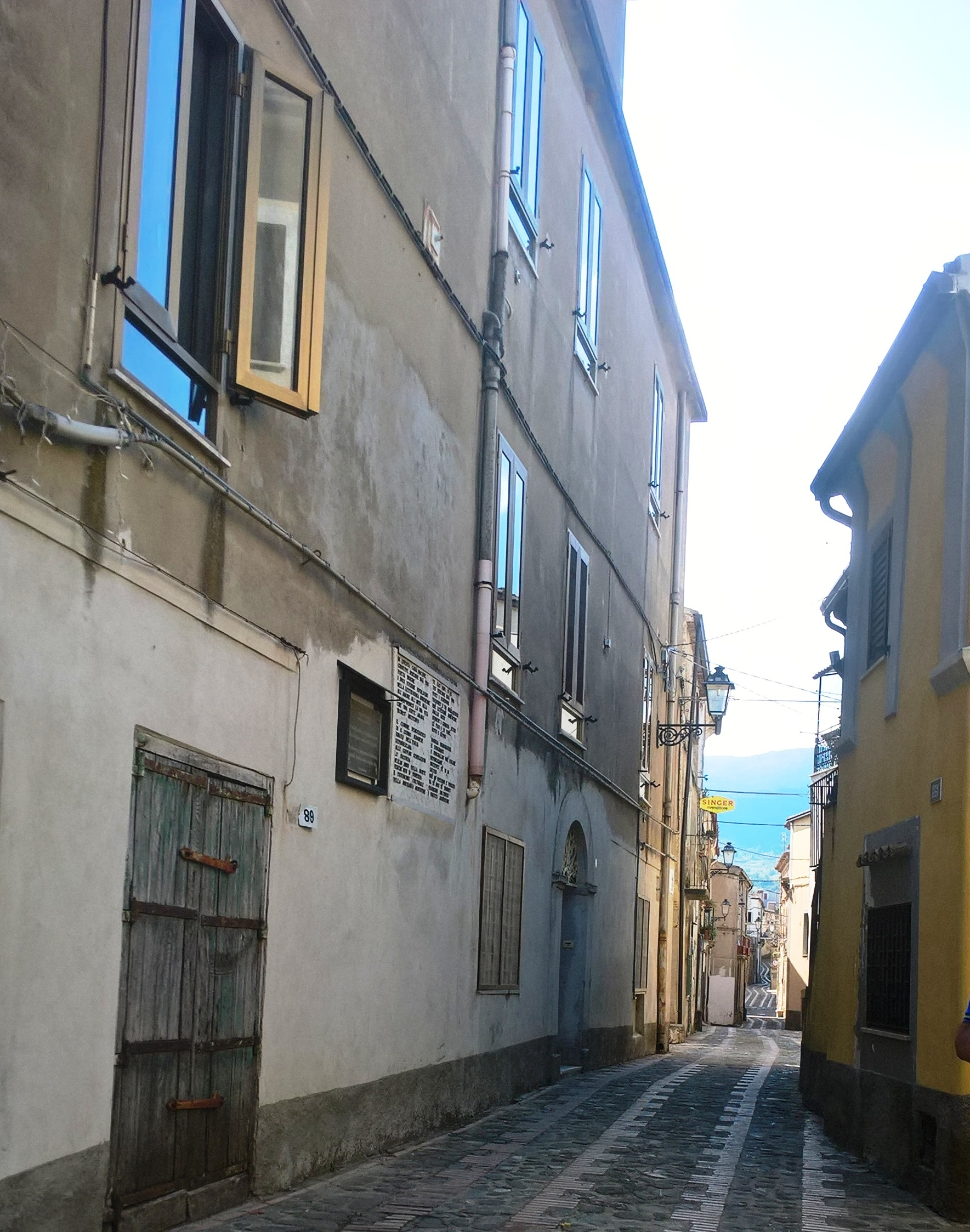
Casa natale di Giuseppe Serembe
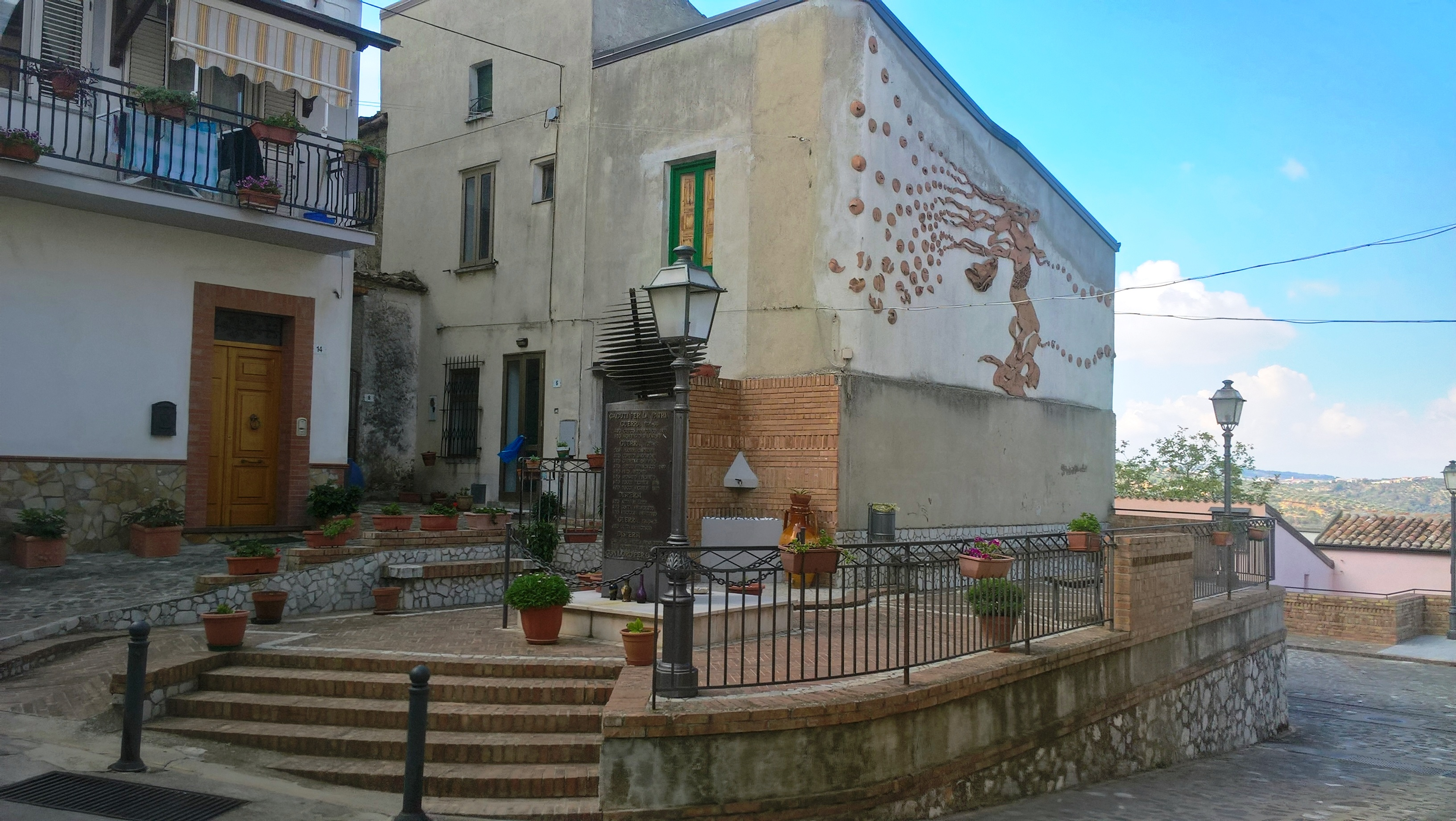
Monumento ai Caduti
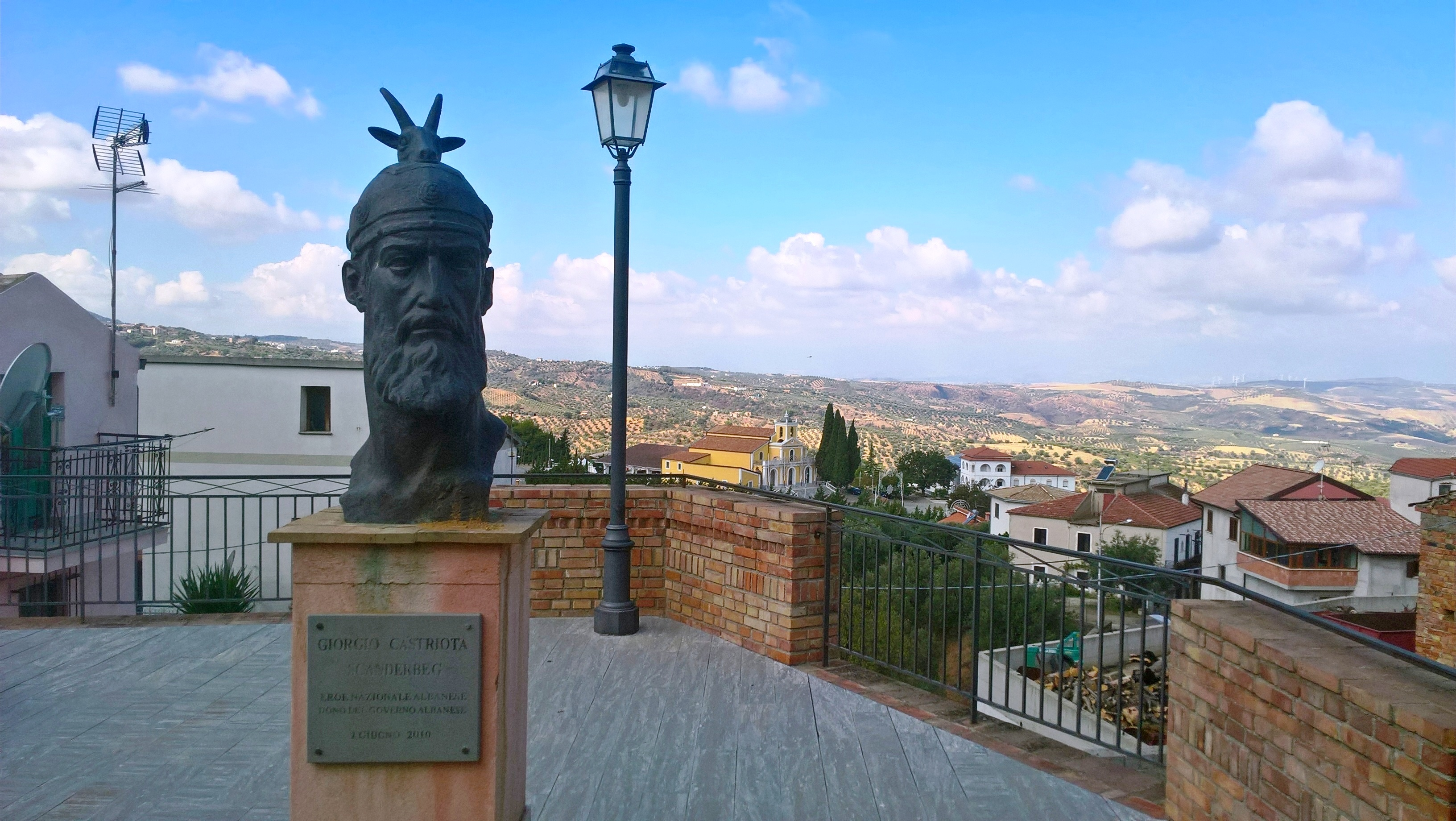
Statua di Scanderbeg; sullo sfondo il Santuario SS. Cosma e Damiano
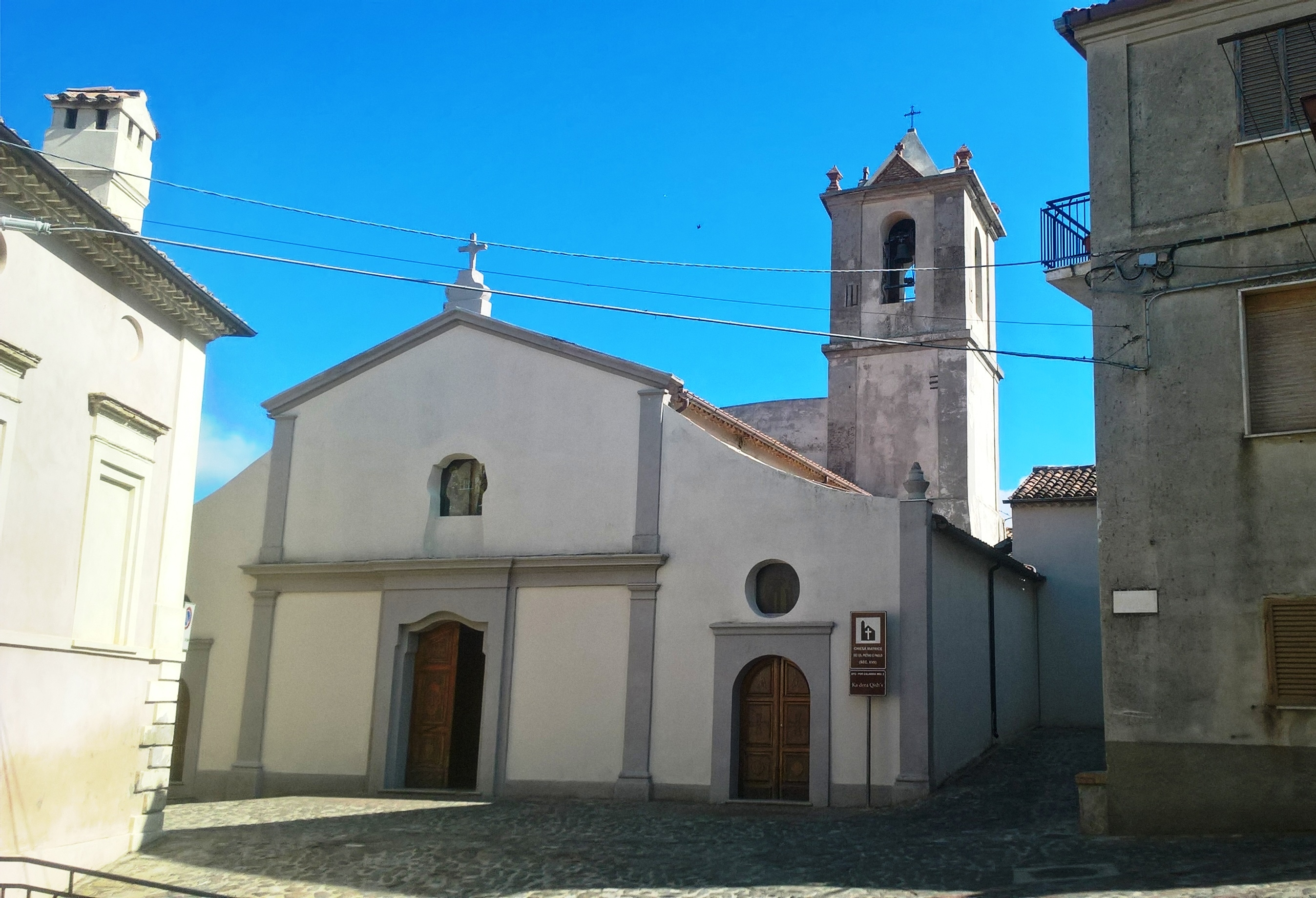
Chiesa madre SS. Pietro e Paolo
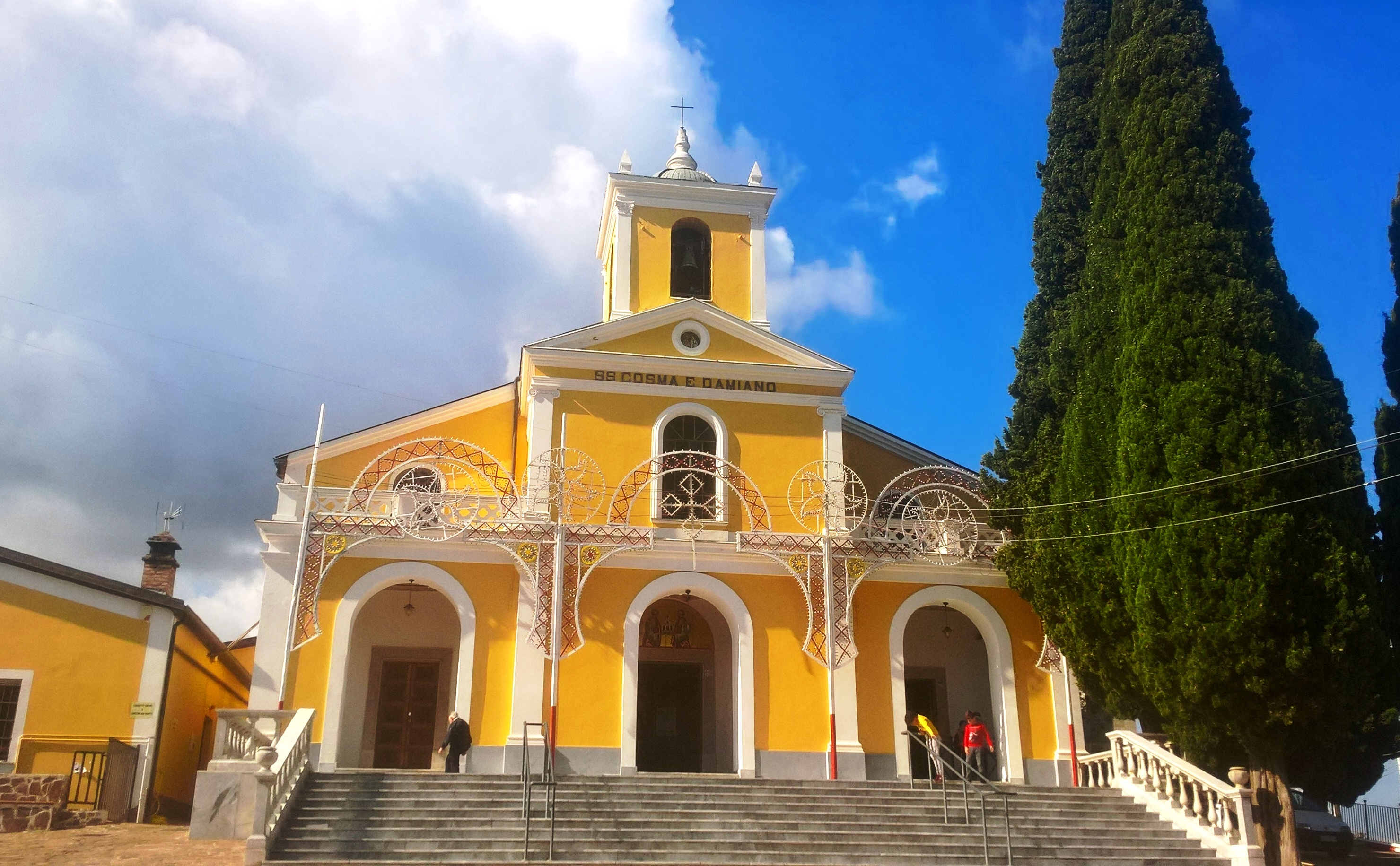
Santuario SS. Cosma e Damiano
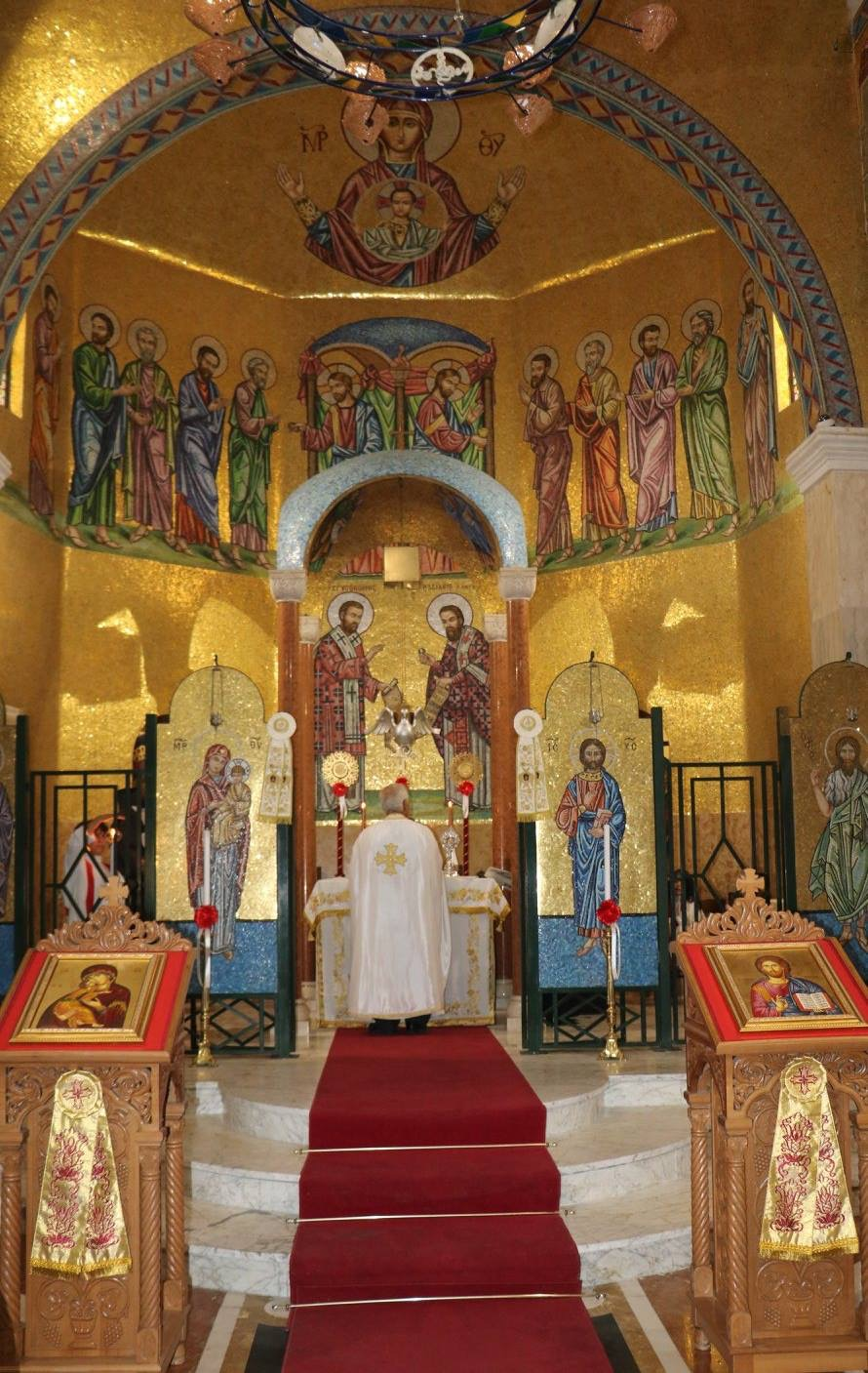
Santuario - Vista interna

## Società

### Evoluzione demografica
1534: 186 -  inizi del Seicento: ~300  -  1723: ~500  - 1871: 770  -  1901: 715  -  1911: 868  -  1921: 678  -  1931: 826 1971: 1 035 - 1991: 780 - 2001: 702
Il comune di San Cosmo Albanese ha fatto registrare nel censimento del 1991 una popolazione pari a 780 abitanti, ridottisi a 702 nel censimento del 2001. Pertanto nel decennio 1991 - 2001 si è verificata una variazione percentuale pari al -10,00%. 
Abitanti censiti

### Etnie e minoranze straniere
Secondo i dati ISTAT al 31 dicembre 2010 la popolazione straniera residente era di 50 persone. Le nazionalità maggiormente rappresentate in base alla loro percentuale sul totale della popolazione residente erano:
- Romania 25 3,90%
- Albania 19 2,96%

## Cultura
Il 27 settembre di ogni anno si svolge una grande fiera-mercato con festeggiamenti in onore ai Santi Cosma e Damiano, patroni del paese e nella cui chiesa giungono in pellegrinaggio migliaia di fedeli, provenienti da ogni parte della regione. Si possono ammirare in questa occasione i variopinti e caratteristici costumi albanesi delle donne provenienti dai centri albanofoni limitrofi. In novembre si festeggia San Cosma e Damiano (Shën Kozmaj) ed è una festa tipicamente locale.

## Economia
Risultano insistere sul territorio del comune 12 attività industriali con 38 addetti pari al 47,50% della forza lavoro occupata, 7 attività di servizio con 16 addetti pari al 20,00% della forza lavoro occupata, altre 9 attività di servizio con 20 addetti pari al 25,00% della forza lavoro occupata e 2 attività amministrative con 6 addetti pari al 7,50% della forza lavoro occupata. Risultano occupati complessivamente 80 individui, pari all'11,40% del numero complessivo di abitanti del comune. I sancosmitani erano detti valamìrë per l'abbondanza e la qualità dell'olio d'oliva.

### Agricoltura
- Uliveti: 800 ha;
- Seminativo: 400 ha;
- Agrumeti: 100 ha;
- Vigneti: 40 ha;
- Bosco ceduo: 120 ha (di cui, bosco comunale Pillaro: 80 ha);
- Incolto: 67 ha

## Infrastrutture e trasporti
In auto da Cosenza: Autostrada A3 – Direzione Salerno, uscita svincolo autostradale di Tarsia (proseguimento per la diga di Tarsia, c/da Sant'Agata, Cantinella di Corigliano, c/da San Mauro, provinciale per San Demetrio Corone, direzione San Cosmo Albanese); da Salerno: Autostrada A3 – Direzione Reggio Calabria, uscita svincolo autostradale di Sibari (proseguimento per Sibari, Cantinella di Corigliano, c/da San Mauro, provinciale per San Demetrio Corone, direzione San Cosmo); dalla 106 BIS: Uscita Villaggio Frassa, proseguimento per c/da San Mauro, provinciale per San Demetrio Corone, direzione San Cosmo Albanese.
In treno dalla Stazione ferroviaria di Paola (proseguimento per Castiglione Cosentino); in aereo dall'Aeroporto di Lamezia Terme.

## Amministrazione
Cognomi più diffusi: Bua, Baffa, Montalto, Corino, Minisci, Sposato, Algieri, Buffone, Cofone, Gabriele.